# Мидлсбро Айронополис
«Мидлсбро Айронополис» (англ. Middlesbrough Ironopolis Football Club) — английский футбольный клуб из Мидлсбро, графство Йоркшир. Был основан в 1889 году и расформирован в 1894 году. Провёл один сезон в Футбольной лиге Англии.
Домашние матчи проводил на стадионе «Парадайз Граунд».

## История
Клуб был основан в 1889 году несколькими членами футбольного клуба «Мидлсбро» (который на тот момент был любительской командой), которые хотели, чтобы в городе Мидлсбро был профессиональный футбольный клуб. Свой первый матч «Мидлсбро Айронополис» провёл 14 декабря 1889 года: это была товарищеская игра против «Гейнсборо Тринити», которая завершилась вничью 1:1.
С 1890 по 1893 год клуб выступал в Северной футбольной лиге, выиграв чемпионский титул в трёх сезонах подряд. Также в 1890 году клуб впервые сыграл в Кубке Англии.
В 1892 году «Мидлсбро Айронополис»  совместно с «Мидлсбро» пытался вступить в Футбольную лигу под новым названием «Мидлсбро энд Айронополис» (англ. Middlesbrough and Ironopolis F.C.). Объединённая (пока только на бумаге) команда получила только один голос «за» вступление в Футбольную лигу, после чего было решено продолжить раздельное существование двух команд из Мидлсбро.
Клуб «Мидлсбро Айронополис» всё-таки был принят во Второй дивизион Футбольной лиги в 1893 году. В сезоне 1893/94 команда выиграла 8, сыграла вничью 4 и проиграла 16 матчей, забив 37 и пропустив 72 гола, и заняла в лиге 11-е место. По ходу сезона команда одержала победы над «Смолл Хит» (позднее сменившим название на «Бирмингем Сити») и над «Ардуиком» (позднее сменившим название на «Манчестер Сити»).
По окончании сезона 1893/94 клуб потерял право играть на стадионе «Парадайз Граунд». Из-за тяжёлой финансовой ситуации (продажи билетов на домашние матчи не покрывали зарплаты футболистов, а также расходы на поездки команды в другие города) в 1894 году было принято решение о ликвидации клуба. Последний матч «Мидлсбро Айронополис» провёл 30 апреля 1894 года: это была игра против клуба «Саут Бэнк» (ничья 1:1). В мае «Мидлсбро Айронополис» официально вышел из состава Футбольной лиги и заявил о ликвидации. «Мидлсбро Айронополис» и «Бутл» являются двумя клубами, которые провели только один сезон в Футбольной лиге Англии.

## Сезоны

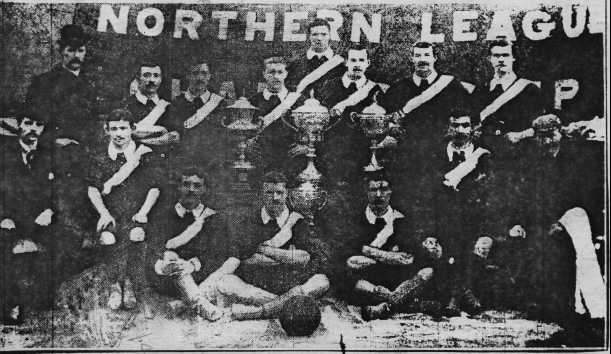
Команда «Мидлсбро Айронополис» в сезоне 1892/1893

| 1889/90 | Клуб играл только в товарищеских матчах. | Клуб играл только в товарищеских матчах. | Клуб играл только в товарищеских матчах. | Клуб играл только в товарищеских матчах. | Клуб играл только в товарищеских матчах. | Клуб играл только в товарищеских матчах. | Клуб играл только в товарищеских матчах. | Клуб играл только в товарищеских матчах. | Клуб играл только в товарищеских матчах. | Клуб играл только в товарищеских матчах. | Клуб играл только в товарищеских матчах. | Клуб играл только в товарищеских матчах. | Клуб играл только в товарищеских матчах. |
| 1890/91 | Северная футбольная лига                 | 14                                       | 9                                        | 2                                        | 3                                        | 37                                       | 24                                       | 20                                       | 1-е                                      | 1-й раунд                                |                                          |                                          |                                          |
| 1891/92 | Северная футбольная лига                 | 16                                       | 14                                       | 1                                        | 1                                        | 49                                       | 13                                       | 29                                       | 1-е                                      | 1-й раунд                                |                                          |                                          |                                          |
| 1892/93 | Северная футбольная лига                 | 10                                       | 9                                        | 1                                        | 0                                        | 22                                       | 6                                        | 19                                       | 1-е                                      | Четвертьфинал                            |                                          |                                          |                                          |
| 1893/94 | Второй дивизион Футбольной лиги          | 28                                       | 8                                        | 4                                        | 16                                       | 37                                       | 72                                       | 20                                       | 11-е                                     | 2-й раунд                                |                                          |                                          |                                          |

## Название и цвета
Клуб был основан в период позднего викторианского промышленного бума и взял в название слово «Айронополис» («Железный город»), так как Мидлсбро был одним из центров железной и стальной промышленности (в городе располагались заводы Teesside Steelworks).
Команда изначально играла в футболках бордово-зелёных цветов, а затем (в период выступления в Футбольной лиге) в футболках вишнёвого цвета с белой полосой.

## Достижения
- Чемпион Северной лиги (3): 1890/91, 1891/92, 1892/93
- Четвертьфиналист Кубка Англии: 1892/93